# Dolmen de Sapchat
Le dolmen de Sapchat est situé à Saint-Nectaire dans le département français du Puy-de-Dôme.

## Architecture
Le dolmen est constitué d'une grande dalle reposant sur le sol, au sud-ouest, et sur une petite dalle, au nord-est. La dalle mesure 2,67 m de longueur pour 1,86 m de largeur et 0,55 m d'épaisseur.
D'autres blocs sont visibles à proximité immédiate, dont une pierre mesurant 1,30 m de large pour 1,20 m de hauteur et 0,90 m d'épaisseur, qui pourraient correspondre aux vestiges d'un second dolmen démantelé.